# Tweede Kamerverkiezingen 2006/Kandidatenlijst/Lijst 14
De kandidatenlijst voor de Tweede Kamerverkiezingen 2006 voor Lijst 14.
| Nr. | Naam                   | Partij                                                   | Stemmen |
| --- | ---------------------- | -------------------------------------------------------- | ------- |
| 1   | Huib Poortman          | De Groenen                                               | 862     |
| 2   | Paul Freriks           | Sociale Volks Partij                                     | 137     |
| 3   | Lies Visscher-Endeveld | Verbond voor Duurzame Ontwikkeling                       | 114     |
| 4   | Jan van Aken           | Partij voor de Waarheid                                  | 239     |
| 5   | Edgar Wortmann         | Belangen Van Consument                                   | 131     |
| 6   | Ad van Rooij           | Ecologisch Kennis Centrum                                | 127     |
| 7   | Theo Tromp             | Stichting ter Voorkoming Misbruik Genetische Manipulatie | 46      |
| 8   | Ronald van der Beek    | Partij voor de Jongeren                                  | 55      |
| 9   | Micha Kuiper           | Sociale Volks Partij                                     | 43      |
| 10  | Martin Dessing         |                                                          | 217     |
| 11  | Rob Brockhus           | Kamerzetel 151                                           | 19      |
| 12  | Arno Haije             | Internet Partij Nederland                                | 19      |
| 13  | André Fleeré           |                                                          | 33      |
| 14  | Jan Parmentier         |                                                          | 35      |
| 15  | Wim Sweers             | Stichting Grondvest en het Georgisme                     | 17      |
| 16  | Ton Luiting            | Internet Partij Nederland                                | 10      |
| 17  | Robert Verlinden       | Revolutionaire Partij Nederland                          | 77      |

CDA · PvdA · VVD · SP · Fortuyn · GroenLinks · D66 · ChristenUnie · SGP · Nederland Transparant · PvdD · EénNL · PVV · Lijst 14 · Partij voor Nederland · CDDP · LibDem · VSP · Ad Bos Collectief · GVIP · Lijst 21 · Tamara's Open Partij · Solide Multiculturele Partij · hetZeteltje
1986 · 1989 · 1994 · 1998 · 2006 · 2021 · 2023